# Xian de Yanling (Henan)
Pour les articles homonymes, voir Yanling.
Le xian de Yanling (鄢陵县 ; pinyin : Yānlíng Xiàn) est un district administratif de la province du Henan en Chine. Il est placé sous la juridiction de la ville-préfecture de Xuchang.

## Démographie
La population du district était de 608 841 habitants en 1999.